# Springsteen on Broadway (album)
Springsteen on Broadway è un album dal vivo del cantautore statunitense Bruce Springsteen, pubblicato dalla Columbia Records nel 2018.
L'album fu pubblicato in concomitanza con l'uscita dell'omonimo film distribuito sulla piattaforma di streaming Netflix ed è la testimonianza della serie di concerti acustici tenuti da Springsteen tra il 2017 e il 2018 al Walter Kerr Theatre di Broadway a New York.

## Tracce
Disco 1
Testi e musiche di Bruce Springsteen.
1. Growin' Up (Introduction) – 2:04
2. Growin' Up – 12:00
3. My Hometown (Introduction) – 7:21
4. My Hometown – 4:00
5. My Father's House (Introduction) – 4:31
6. My Father's House – 6:23
7. The Wish (Introduction) – 6:10
8. The Wish – 4:25
9. Thunder Road (Introduction) – 3:19
10. Thunder Road – 5:28
11. The Promised Land (Introduction) – 11:34
12. The Promised Land – 4:01

Durata totale: 71:16
Disco 2
Testi e musiche di Bruce Springsteen.
1. Born in the U.S.A. (Introduction) – 8:09
2. Born in the U.S.A. – 4:44
3. Tenth Avenue Freeze-Out (Introduction) – 1:10
4. Tenth Avenue Freeze-Out – 7:56
5. Tougher Than the Rest (Introduction) – 1:25
6. Tougher Than the Rest – 4:29
7. Brilliant Disguise (Introduction) – 1:43
8. Brilliant Disguise – 4:47
9. Long Time Comin' (Introduction) – 3:08
10. Long Time Comin' – 3:54
11. The Ghost of Tom Joad (Introduction) – 3:27
12. The Ghost of Tom Joad – 4:36
13. The Rising – 4:33
14. Dancing in the Dark (Introduction) – 2:47
15. Dancing in the Dark – 4:09
16. Land of Hope and Dreams – 3:57
17. Born to Run (Introduction) – 7:35
18. Born to Run – 5:10

Durata totale: 77:39

## Formazione
- Bruce Springsteen - voce, chitarra, armonica a bocca, pianoforte
- Patti Scialfa - cori in Tougher Than the Rest e Brilliant Disguise

## Edizioni
- 2018 – Springsteen on Broadway, CD (doppio), Columbia Records 19075904362
- 2018 – Springsteen on Broadway, LP (quadruplo), Columbia Records 19075904371